# Pycnoporellus
Pycnoporellus là một chi nấm thuộc họ Fomitopsidaceae.